# Kontrollbetreuer
Der Kontrollbetreuer (auch Vollmachtsbetreuer oder Überwachungsbetreuer genannt) ist ein nach deutschem Recht bestellter rechtlicher Betreuer, der den Aufgabenkreis der Überwachung eines Bevollmächtigten hat. Diese Form der Betreuung unterscheidet sich von allen anderen Betreueraufgabenkreisen, da sie parallel zu einer Vorsorgevollmacht angeordnet werden kann, während ansonsten Vorsorgevollmacht und Betreuung sich gegenseitig ausschließen.

## Vorrangigkeit der Vorsorgevollmacht
Die Vorsorgevollmacht ist vorrangig gegenüber der Bestellung eines Betreuers (§ 1896 Abs. 2 BGB). Deshalb ist die Bestellung eines Betreuers neben einem Bevollmächtigten eigentlich nicht möglich, außer in den Fällen des Irrtums auf Seiten des Betreuungsrichters, wenn dieser im Rahmen eines Betreuungsverfahrens keine Kenntnis vom Vorliegen einer Vorsorgevollmacht hat und daher in Unkenntnis dessen eine Betreuerbestellung vornimmt. Sobald das Bestehen der Vollmacht bekannt wird, ist grundsätzlich die Betreuung aufzuheben oder jedenfalls bezüglich der Aufgabenkreise soweit einzuschränken, wie die Vollmacht diese inhaltlich rechtswirksam abdeckt. Liegt zum Beispiel eine Vollmacht nur bezüglich vermögensrechtlicher Fragen vor, besteht aber auch das Erfordernis in Fragen der Gesundheitssorge zu handeln, würde der Betreuer den Aufgabenkreis Gesundheitssorge behalten, der Aufgabenkreis Vermögenssorge wäre aber aufzuheben (§ 1901 Abs. 5 BGB; § 1908d BGB).
Damit eine solche Situation erst gar nicht eintritt, sollen zum einen Vorsorgevollmachten dem zentralen Vorsorgeregister der Bundesnotarkammer gemeldet werden und zum anderen sind alle Personen seit dem 1. Juli 2005 verpflichtet, solche Vollmachten beim Betreuungsgericht vorzulegen, sobald sie vom Betreuungsverfahren Kenntnis erhalten (§ 1901a BGB).

## Betreuung neben der Vollmacht
Es gibt jedoch eine Situation, in der parallel neben einer bestehenden Bevollmächtigung ein Betreuer bestellt werden kann und beide Tätigkeiten nebeneinander stehen. Dies ist der Fall, wenn das Betreuungsgericht zu dem Schluss kommt, dass der Vollmachtgeber krankheits- oder behinderungsbedingt nicht mehr in der Lage ist, den Bevollmächtigten zu kontrollieren und wegen besonderer Umstände ein konkretes Bedürfnis zur Überwachung besteht. Für diesen Fall sieht § 1896 Abs. 3 BGB vor, dass ein Betreuer bestellt werden kann, dessen Aufgabenkreis die Wahrnehmung von Rechten des Betreuten gegenüber dessen Bevollmächtigten ist. Dieser Betreuer wird üblicherweise als Kontrollbetreuer (oder als Vollmachtsüberwachungs- oder Überwachungsbetreuer) bezeichnet. Er ist nicht mit dem Gegenbetreuer zu verwechseln (§ 1792 BGB i. V. m. § 1908i Abs. 1 BGB), dessen Aufgabe es ist, einen anderen Betreuer im Bereich der Vermögenssorge zu beaufsichtigen.

## Voraussetzungen für Kontrollbetreuerbestellung
Es müssen hierfür keine Anhaltspunkte für einen Vollmachtsmissbrauch bestehen, es reicht aus, dass ein Kontrollbedarf bezüglich der Vollmachtstätigkeit besteht, zum Beispiel bei großen Vermögenswerten. Rechtsprechung dazu:
Ein Vollmachtsbetreuer gem. § 1896 Abs. 3 BGB kann nur bestellt werden, wenn festgestellt ist, dass eine Vollmacht wirksam erteilt war und dass sie nicht wieder erloschen ist. D.h., dass der Vollmachtgeber bei der Erteilung der Vollmacht geschäftsfähig gewesen sein muss. Die Bestellung eines Vollmachtsbetreuers ist nicht zulässig, wenn eine zunächst wirksam erteilte Vollmacht wirksam widerrufen wurde; sie setzt also auch das Fortbestehen der Vollmacht voraus.
Die Bestellung eines Vollmachtsbetreuers ist bei Vorliegen einer Generalvollmacht des Betroffenen dann erforderlich, wenn konkreter Überwachungsbedarf besteht und der Betroffene seinen Anspruch auf Auskunft und Rechnungslegung gemäß § 666 BGB gegenüber dem Bevollmächtigten auf Grund seiner psychischen Erkrankung nicht mehr selbst wahrnehmen kann. Der Verdacht des Missbrauchs ist nicht erforderlich.
Erweckt ein Bevollmächtigter erhebliche Zweifel an seiner Redlichkeit und kann die dadurch bedingte Vermögensgefährdung durch eine Kontrollbetreuung nicht ausreichend abgewendet werden, so kann ein Vollmachtsbetreuer bestellt werden.
1. Ein Vollmachtsbetreuer kann bestellt werden, wenn der Betroffene nicht in der Lage ist, den Bevollmächtigten selbst zu überwachen, und Umfang und Schwierigkeit der von dem Bevollmächtigten zu besorgenden Geschäfte eine Überwachung des Bevollmächtigten als angezeigt erscheinen lassen.
2. Wird nach schriftlichem Vorschlag des Betroffenen zur Auswahl eines Betreuers und vor Eintritt der Voraussetzungen von § 1896 Abs. 1 BGB dem Vorgeschlagenen Generalvollmacht erteilt, so schließt dies die Bestellung eines Vollmachtsbetreuers nicht aus.

## Rechte des Kontrollbetreuers
Der Betreuer mit den in § 1896 Abs. 3 BGB genannten Aufgaben hat gegenüber dem Bevollmächtigten Auskunftsansprüche (§ 666 BGB). Er kann also die Vorlage von Unterlagen aus der Vollmachtstätigkeit verlangen.
Endet die Vollmachtstätigkeit, hat der bisherige Bevollmächtigte alle Unterlagen und Vermögenswerte des Vollmachtgeber an den Betreuer herausgeben (§ 667 BGB).
Der Betreuer kann die Vollmacht nur dann widerrufen (§ 671 Abs. 1 BGB), wenn ihm diese Befugnis als eigenständiger Aufgabenkreis ausdrücklich zugewiesen ist. Dies dürfte aber nur dann den Betreuerpflichten entsprechen, wenn ein Vollmachtsmissbrauch vorliegt oder der Bevollmächtigte selbst die Tätigkeit nicht mehr wahrnehmen möchte. Der Bevollmächtigte kann die Kündigung der Vollmacht auch gegenüber dem Kontrollbetreuer erklären (§ 671 Abs. 1 BGB i. V. m. § 1902 BGB). Nach dem Erlöschen der Vollmacht (§ 168 BGB) wäre dann seitens des Betreuungsgerichts erneut über den Umfang der Betreuung zu entscheiden.

## Entschädigung des Kontrollbetreuers
Der Kontrollbetreuer kann als ehrenamtlicher Betreuer bestellt werden oder als Berufsbetreuer (auch Vereinsbetreuer, Behördenbetreuer, Betreuungsverein oder Betreuungsbehörde). Soweit eine berufliche Betreuertätigkeit vorliegt, hat der Kontrollbetreuer den gleichen Anspruch auf pauschale Betreuervergütung (§ 4, § 5 Vormünder- und Betreuervergütungsgesetz – VBVG) wie jeder andere Berufsbetreuer. Als ehrenamtlicher Betreuer hat er nur Anspruch auf Aufwendungsersatz (§ 1835 BGB), ggf. in pauschalierter Form in Höhe von jährlich 399 € (§ 1835a BGB).